# پژواک (فیلم ۲۰۰۸)
پژواک (انگلیسی: The Echo) فیلمی در ژانر ترسناک است که در سال ۲۰۰۸ منتشر شد. از بازیگران آن می‌توان به جس بردفورد، کوین دوراند و آملیا وارنر اشاره کرد.